# Lumière du meilleur acteur

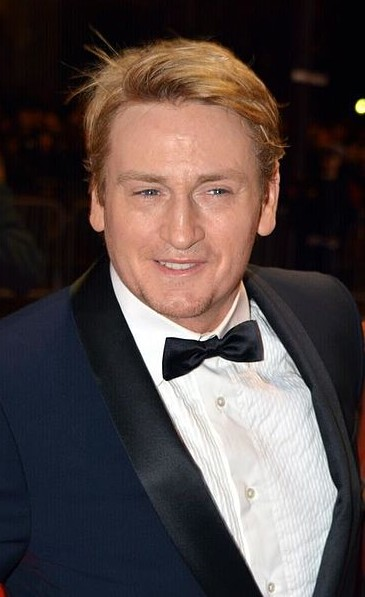
Benoît Magimel, Lumière du meilleur acteur dans DE SON VIVANT de Emmanuelle Bercot - 27e cérémonie des #Lumières2022

Le Lumière du meilleur acteur est une récompense cinématographique française décernée chaque année depuis 1996 par l'Académie des Lumières, composée de plus de 130 correspondants de la presse internationale.

## Palmarès
[C] : indique que l'acteur a remporté le César du meilleur acteur pour le même rôle. En 2011, Michael Lonsdale, récompensé comme meilleur acteur aux Lumières, a remporté le César du meilleur acteur dans un second rôle.

### Années 1990
- 1996 : Michel Serrault pour le rôle de Pierre Arnaud dans Nelly et Monsieur Arnaud  [C]
- 1997 : Charles Berling pour Ridicule
- 1998 : Michel Serrault pour le rôle de Victor dans Rien ne va plus
- 1999 : Jacques Villeret pour le rôle de François Pignon dans Le Dîner de cons  [C]

### Années 2000
- 2000 : Philippe Torreton pour le rôle de Daniel Lefebvre dans Ça commence aujourd'hui
- 2001 : Daniel Auteuil pour le rôle du marquis de Sade dans Sade
- 2002 : Michel Bouquet pour le rôle de Maurice dans Comment j’ai tué mon père  [C]
- 2003 : Jean Rochefort pour le rôle de Manesquier dans L’Homme du train
- 2004 : Bruno Todeschini pour le rôle de Thomas dans Son frère
- 2005 : Mathieu Amalric pour le rôle de Ismaël dans Rois et Reine  [C]
- 2006 : Romain Duris pour le rôle de Tom dans  De battre mon cœur s'est arrêté
- 2007 : Gérard Depardieu pour le rôle de Alain Moreau Quand j'étais chanteur
  - François Cluzet dans Ne le dis à personne
  - Lambert Wilson dans Cœurs
  - Michel Blanc dans Je vous trouve très beau
  - Sacha Bourdo dans L'Étoile du soldat
- 2008 : Mathieu Amalric pour le rôle de Jean-Dominique Bauby dans Le Scaphandre et le Papillon [C]
  - Jean-Pierre Marielle dans Faut que ça danse !
  - Guillaume Depardieu dans Ne touchez pas la hache
  - Benoît Magimel dans La Fille coupée en deux et 24 mesures
  - Jean-Pierre Daroussin, Gérard Darmon, Marc Lavoine et Bernard Campan pour Le Coeur des hommes 2
- 2009 : Vincent Cassel pour le rôle de Jacques Mesrine dans L'Instinct de mort et L'Ennemi public nº 1 [C]
  - André Dussollier dans Cortex
  - Claude Rich dans Aide-toi, le ciel t'aidera
  - Albert Dupontel dans Deux jours à tuer
  - Kad Merad dans Bienvenue chez les Ch'tis
  - Guillaume Depardieu dans Versailles

### Années 2010
- 2010 : Tahar Rahim pour le rôle de Malik El Djebena dans Un prophète  [C]
  - François Cluzet pour le rôle de Paul / « Philippe Miller » dans À l'origine
  - Yvan Attal pour le rôle de Stanislas Graff dans Rapt
  - Vincent Lindon pour le rôle de Simon Calmat dans Welcome
  - Romain Duris pour le rôle de Daniel dans Persécution
- 2011 : Michael Lonsdale pour le rôle de Frère Luc dans Des hommes et des dieux
  - Lambert Wilson pour Des hommes et des dieux et La Princesse de Montpensier
  - Romain Duris pour L'homme qui voulait vivre sa vie et L'Arnacœur
  - Éric Elmosnino pour Gainsbourg (vie héroïque)
  - Édgar Ramírez pour Carlos
- 2012 : Omar Sy pour le rôle de Driss dans Intouchables  [C]
  - Jean Dujardin dans The Artist
  - Olivier Gourmet dans L'Exercice de l'État
  - JoeyStarr dans Polisse
  - André Wilms dans Le Havre
- 2013 : Jean-Louis Trintignant pour le rôle de Georges dans Amour [C]
  - Guillaume Canet pour Une vie meilleure
  - Denis Lavant pour Holy Motors
  - Jérémie Renier pour Cloclo
  - Matthias Schoenaerts pour De rouille et d'os
- 2014 : Guillaume Gallienne pour le rôle de Guillaume et Maman dans Les Garçons et Guillaume, à table !  [C]
  - Michel Bouquet pour le rôle d'Auguste Renoir dans Renoir
  - Guillaume Canet pour le rôle de Pierre Durand dans Jappeloup
  - Romain Duris pour le rôle de Colin dans L'Écume des jours
  - Thierry Lhermitte pour le rôle d'Alexandre Taillard de Worms dans Quai d'Orsay
  - Tahar Rahim pour le rôle de Gary dans Grand Central
- 2015 : Gaspard Ulliel pour le rôle de Yves Saint Laurent dans Saint Laurent
  - Guillaume Canet pour le rôle de Franck dans La prochaine fois je viserai le cœur et celui de Maurice Agnelet dans L'Homme qu'on aimait trop
  - Romain Duris pour le rôle de David / Virginia dans Une nouvelle amie
  - Mathieu Kassovitz pour le rôle de Philippe « Paco » Fournier dans Vie sauvage
  - Pierre Niney pour le rôle de Yves Saint Laurent dans Yves Saint Laurent
  - Benoît Poelvoorde pour le rôle de Marc dans Trois Cœurs
- 2016 : Vincent Lindon pour le rôle de Thierry dans La Loi du marché  [C]
  - Gérard Depardieu pour le rôle de Gérard dans Valley of Love
  - André Dussollier pour le rôle de Jean dans 21 nuits avec Pattie
  - Fabrice Luchini pour le rôle de Michel Racine dans L'Hermine
  - Vincent Macaigne pour le rôle de Clément dans Les Deux Amis
  - Jérémie Renier pour le rôle de Antares Bonnassieu dans Ni le ciel ni la terre
- 2017 : Jean-Pierre Léaud pour le rôle de Louis XIV dans  La Mort de Louis XIV
  - Pierre Deladonchamps pour le rôle de Mathieu dans Le Fils de Jean
  - Gérard Depardieu pour le rôle de l'homme dans The End
  - Nicolas Duvauchelle pour le rôle de Eddie dans Je ne suis pas un salaud
  - Omar Sy pour le rôle de Rafael Padilla et James Thierrée pour le rôle de George Foottit dans Chocolat
  - Gaspard Ulliel pour le rôle de Louis dans Juste la fin du monde
- 2018 : Nahuel Pérez Biscayart pour le rôle de Sean Dalmazo dans 120 battements par minute
  - Swann Arlaud pour le rôle de Pierre dans Petit Paysan
  - Daniel Auteuil pour le rôle de Pierre Mazard dans Le Brio
  - Jean-Pierre Bacri pour le rôle de Max Angeli dans Le Sens de la fête
  - Louis Garrel pour le rôle de Jean-Luc Godard dans Le Redoutable
  - Reda Kateb pour le rôle de Django Reinhardt dans Django
- 2019 : Alex Lutz pour le rôle de Guy Jamet dans Guy [C]
  - Romain Duris pour le rôle de Olivier Vallet dans Nos batailles
  - Vincent Lacoste pour le rôle de David Sorel dans Amanda
  - Vincent Lindon pour le rôle de Laurent Amédéo dans En guerre
  - Denis Ménochet pour le rôle de Antoine Besson dans Jusqu'à la garde

### Années 2020
- 2020 : Roschdy Zem pour le rôle de Yacoub Daoud dans Roubaix, une lumière [C]
  - Swann Arlaud pour le rôle de Emmanuel Thomassin dans Grâce à Dieu
  - Daniel Auteuil pour le rôle de Victor dans La Belle Époque
  - Jean Dujardin pour le rôle de Marie-Georges Picquart dans J'accuse
  - Fabrice Luchini dans Alice et le Maire

- 2021 : Sami Bouajila pour le rôle de Fares dans Un fils [C] 
  - Jonathan Cohen pour le rôle de Frédéric Girard Énorme
  - Albert Dupontel pour le rôle de Jean-Baptiste Cuchas dans Adieu les cons
  - Nicolas Maury pour le rôle de Jérémie Meyer dans Garçon chiffon
  - Jérémie Renier pour le rôle de Fred dans Slalom

- 2022 : Benoît Magimel pour le rôle de Benjamin dans De son vivant [C]
  - Damien Bonnard pour le rôle de Damien dans Les Intranquilles
  - André Dussollier pour le rôle de André dans Tout s'est bien passé
  - Vincent Lindon pour le rôle de Vincent dans Titane
  - Benjamin Voisin pour le rôle de Lucien de Rupembré dans Illusions perdues

- 2023 : Benoît Magimel pour Pacifiction : Tourment sur les Îles [C]
  - Bastien Bouillon pour La Nuit du 12
  - Louis Garrel pour L'Innocent
  - Vincent Macaigne pour Chronique d'une liaison passagère
  - Denis Ménochet pour As bestas

- 2024 : Arieh Worthalter pour Le Procès Goldman [C]
  - Vincent Lacoste pour Le Temps d'aimer
  - Karim Leklou pour Vincent doit mourir
  - Melvil Poupaud pour L'Amour et les Forêts
  - Franz Rogowski pour Disco Boy'

- 2025 : Abou Sangaré pour L'Histoire de Souleymane
  - Adam Bessa pour Les Fantômes
  - Paul Kircher pour Leurs enfants après eux
  - Karim Leklou pour Le Roman de Jim
  - Pierre Niney pour Le Comte de Monte-Cristo